# Valeo Siemens eAutomotive
Valeo Siemens eAutomotive war ein deutscher Automobilzulieferer mit Sitz in Erlangen, der 2016 als Joint Venture von Valeo und Siemens gegründet wurde. Valeo Siemens produzierte Komponenten für Elektroautos, die sowohl in rein elektrischen Automobilen, als auch in Hybridfahrzeugen verbaut werden. Dazu gehörten Elektromotoren, Wechselrichter, DC-DC-Wandler, Bordladegeräte und vollständige elektrische Antriebsstränge.
Valeo Siemens eAutomotive beschäftigte mehr als 4.000 Mitarbeiter an 10 Entwicklungs- und Produktionsstandorten in Deutschland, Frankreich, Ungarn, Polen und China.
Bei der Unternehmensgründung brachte der Siemens-Konzern seine Sparte eCar-Powertrain in das Gemeinschaftsunternehmen ein, gleichzeitig gibt es Verzahnungen mit den Hochvolttechnik-Sparten von Valeo S.A. Siemens und Valeo hielten nach der Gründung jeweils 50 % der Unternehmensanteile.
Im Februar 2022 wurde bekannt gegeben, dass Valeo das Gemeinschaftsunternehmen komplett übernehmen wird. Siemens sollte für seine Anteile 277 Millionen Euro erhalten. Valeo Siemens wurde zum 1. Juli 2022 als Produktgruppe „Powertrain Electrified Mobility“ (PEM) in die Geschäftseinheit „Powertrain Systems“ des französischen Zulieferers integriert.